# Tom Barrasso
Thomas „Tom“ Patrick Barrasso (* 31. März 1965 in Boston, Massachusetts) ist ein ehemaliger US-amerikanischer Eishockeytorwart und derzeitiger -trainer italienischer Abstammung. Zwischen 1983 und 2003 bestritt er 777 Partien für die Buffalo Sabres, Pittsburgh Penguins, Ottawa Senators, Carolina Hurricanes, Toronto Maple Leafs und St. Louis Blues in der National Hockey League (NHL). Dabei errang er mit den Penguins in den Playoffs 1991 und 1992 den Stanley Cup. Persönlich erhielt er mit der Vezina Trophy (1984) und der William M. Jennings Trophy (1985) die beiden wesentlichen NHL-Auszeichnungen auf seiner Position und wurde 1984 darüber hinaus mit der Calder Memorial Trophy als bester Rookie der Liga geehrt. Im Jahre 2023 wurde er in die Hockey Hall of Fame aufgenommen.

## Karriere
Tom Barrasso wuchs in einem Arbeiterviertel auf und lernte dort auf einer Außenfläche Eishockey zu spielen. Als Torwart der Acton-Boxborough High rückte er auch in Blickfeld der Scouts und spielte für das US-Team bei der Junioren-WM 1983. Die Buffalo Sabres holten ihn mit dem fünften Pick in der ersten Runde beim NHL Entry Draft 1983. Fast alle Colleges in den Vereinigten Staaten hätten Barrasso gerne für ihr Eishockeyteam gehabt, doch er entschied sich für das Providence College in Rhode Island. Da die Sabres ihn jedoch sofort in die NHL holten, kam der Wechsel ans College nie zustande.
Gemeinsam mit Bob Sauvé stand er in der Saison 1983/84 im Tor der Sabres und seine erste Saison wurde eine Herausragende. Er führte die Sabres in die Playoffs und wurde für seine tolle Rookiesaison mit der Calder Memorial Trophy ausgezeichnet, hierbei hatte er sich gegen Steve Yzerman durchgesetzt. Selbstverständlich stand er somit auch im NHL All-Rookie Team. Seine Leistung war aber nicht nur für einen Rookie überragend, sondern als bester Torwart der NHL-Saison gewann er auch die Vezina Trophy. Dieses Kunststück war zuvor nur Frank Brimsek (1939) und Tony Esposito (1970) gelungen. Zu dieser Zeit galt Barrasso, der nun auch für die US-amerikanische Eishockeynationalmannschaft spielte, als bester Torwart der Welt.
Es folgten noch eine Reihe sehr guter Jahre in Buffalo, in denen er 1985 mit Bob Sauvé die William M. Jennings Trophy für den geringsten Gegentorschnitt gewann und noch zweimal (1985 und 1988) zweiter bei der Wahl für die Vezina Trophy wurde.
Die Pittsburgh Penguins waren in der Saison 1988/89 ein Team, das um Mario Lemieux eine sehr starke Offensive hatte, aber in der Defensive noch große Schwächen aufwies. Im November 1988 konnte man sich mit den Sabres auf ein Tauschgeschäft einigen bei dem Barrasso nach Pittsburgh wechselte. Der Deal ging für die Penguins auf und so war Barrasso der große Rückhalt als man 1991 und 1992 den Stanley Cup nach Pittsburgh holen konnte. Auch die Saison 1992/93 war für ihn eine sehr erfolgreiche und zum dritten Mal musste er sich mit dem zweiten Platz im Rennen um die Vezina Trophy zufriedengeben.
Eine Verletzung am Fuß kostete ihn fast die gesamte Saison 1994/95 und auch in der Spielzeit 1996/97 konnte er wegen einer Schulterverletzung nur fünf Spiele bestreiten. Doch jedes Mal kehrte Barrasso zurück und konnte mit beeindruckenden Leistungen auf sich aufmerksam machen. Im März 2000 wurde er an die Ottawa Senators abgegeben.
Die Saison 2000/01 setzte er aus, kehrte aber ein Jahr später in die NHL zurück. Die Endphase seiner Karriere war mit vielen Wechseln verbunden. Sein Comeback feierte er für die Carolina Hurricanes, wechselte aber nach den Olympischen Spielen 2002 in Salt Lake City, wo er auch bei einem Spiel zum Einsatz kam, zu den Toronto Maple Leafs. Es folgten in der Saison 2002/03 noch sechs Spiele für die St. Louis Blues, bevor er dann für einen Tag noch einen Pro-Forma-Vertrag bei den Pittsburgh Penguins unterschrieb, um seine Karriere als Penguin zu beenden.
Im September 2007 kehrte er als Director of Goaltender Development zu den Carolina Hurricanes zurück. In seiner Position war er verantwortlich für die Ausbildung und Entwicklung der Torhüter aus der Organisation der Hurricanes, die in den Minor Leagues spielten. Zur Saison 2009/10 wurde er von den Hurricanes als Assistenztrainer engagiert, wo er bis 2012 bleibt.
Am Anfang der Saison 2012/13 wechselte er zu den Kontinental Hockey League als Assistenztrainer bei den Metallurg Magnitogorsk. Zwei Jahre später kehrte Barrasso zu KHL zurück (HC Slovan Bratislava), aber schon am 31. Oktober 2015 verlieẞ er die Mannschaft, um Head Coach von HC Valpellice zu werden. Anschließend übernahm er bei Asiago Hockey, deren Geschicke er bis 2018 leitete, als er bei den Sheffield Steelers übernahm. Dort trennte man sich nach Saisonende wieder, ehe er nach einem Jahr Pause nach Italien zurückkehrte und dort kurzzeitig den HC Varese trainierte, ehe er ab Dezember 2021 wieder bei Asiago Hockey eingestellt wurde.
In der Saison 2024/25 der Oberliga Nord war er für einen kurzen Zeitraum als Cheftrainer bei den Hannover Scorpions tätig.
Im Jahre 2023 wurde er mit der Aufnahme in die Hockey Hall of Fame geehrt.

## Erfolge und Auszeichnungen
| - 1984 NHL First All-Star Team - 1984 NHL All-Rookie Team - 1984 Calder Memorial Trophy - 1984 Vezina Trophy - 1985 NHL All-Star Game - 1985 William M. Jennings Trophy (gemeinsam mit Bob Sauvé) - 1985 NHL Second All-Star Team | - 1988 NHL-Spieler des Monats Januar - 1990 NHL-Spieler des Monats Dezember - 1991 Stanley-Cup-Gewinn mit den Pittsburgh Penguins - 1992 Stanley-Cup-Gewinn mit den Pittsburgh Penguins - 1993 NHL Second All-Star Team - 2007 Aufnahme in die National Italian American Sports Hall of Fame - 2016 Coppa-Italia-Gewinn mit den HC Valpellice |

### International
- 2002 Silbermedaille bei den Olympischen Winterspielen
- 2009 Aufnahme in die United States Hockey Hall of Fame
- 2023 Aufnahme in die Hockey Hall of Fame

## Rekorde
- Meiste NHL-Punkte eines Torhüters (48, alle Assists)